# 72e Legerkorps
Het Duitse 72e Legerkorps (Duits: Generalkommando LXXII. Armeekorps) was een Duits legerkorps van de Wehrmacht tijdens de Tweede Wereldoorlog. Het korps vocht alleen aan het Oostfront, in Oekraïne, Roemenië, Hongarije en Moravië.

## Krijgsgeschiedenis

### Oprichting
Het 72e Legerkorps werd opgericht op 13 februari 1944 in de zuidelijke Sovjet-Unie, door omdopen van de “Stab des Befehlshabers Westtaurien”. Eigenlijk werd op dat moment het “72e Legerkorps voor speciale inzet” (LXXII. Armeekorps z.b.V.) gevormd. Pas in oktober 1944 kreeg het zijn uiteindelijke naam “72e Legerkorps”.

### 1944
Het korps werd meteen ingezet ter verdediging van Cherson, de monding van de Dnjepr en de Dnjepr-liman. Op 3 maart beschikte het korps over de 370e Infanteriedivisie en de 5e Luftwaffen-Felddivisie. Op 6 maart 1944 zette het 3e Oekraïense Front zijn “Bereznegovato-Snigirev” offensief in. Het 28e Sovjet Leger stak de Dnjepr over en veroverde Cherson. Het korps moest terugwijken en trok in 12 dagen terug tot achter de Zuidelijke Boeg. Maar de Sovjettroepen stopten niet, trokken de Zuidelijke Boeg over en veroverden op 28 maart Nikolajev. Vervolgens zetten ze hun opmars door richting Odessa. Het korps kon er eenvoudigweg niets tegenover stellen en moest terugtrekken. Op 1 april lag het korps al ter hoogte van Odessa, en op 6 april had het 38e Sovjet Leger de stad al omsingeld. Het korps moest zich terugtrekken achter de Dnjestr in Moldavië. Terwijl het front zich stabiliseerde en de Duitse en Roemeense troepen op adem konden komen langs de Dnjestr, werd het korps in mei 1944 verplaatst naar het binnenland van Roemenië. Het stafkwartier werd gevestigd in Galați aan de Donau. Hier bleef het korps bijna drie maanden.

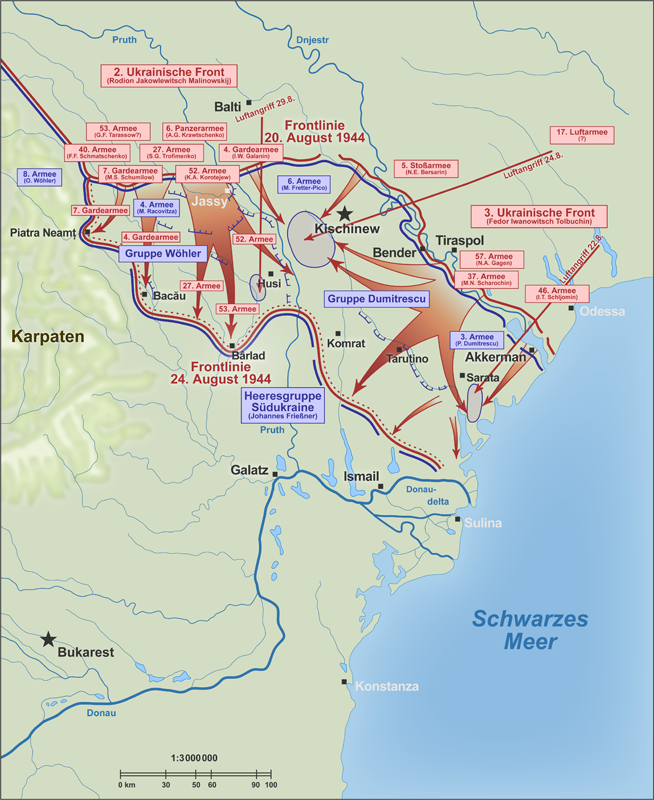
Het Sovjet Iași–Chișinău offensief

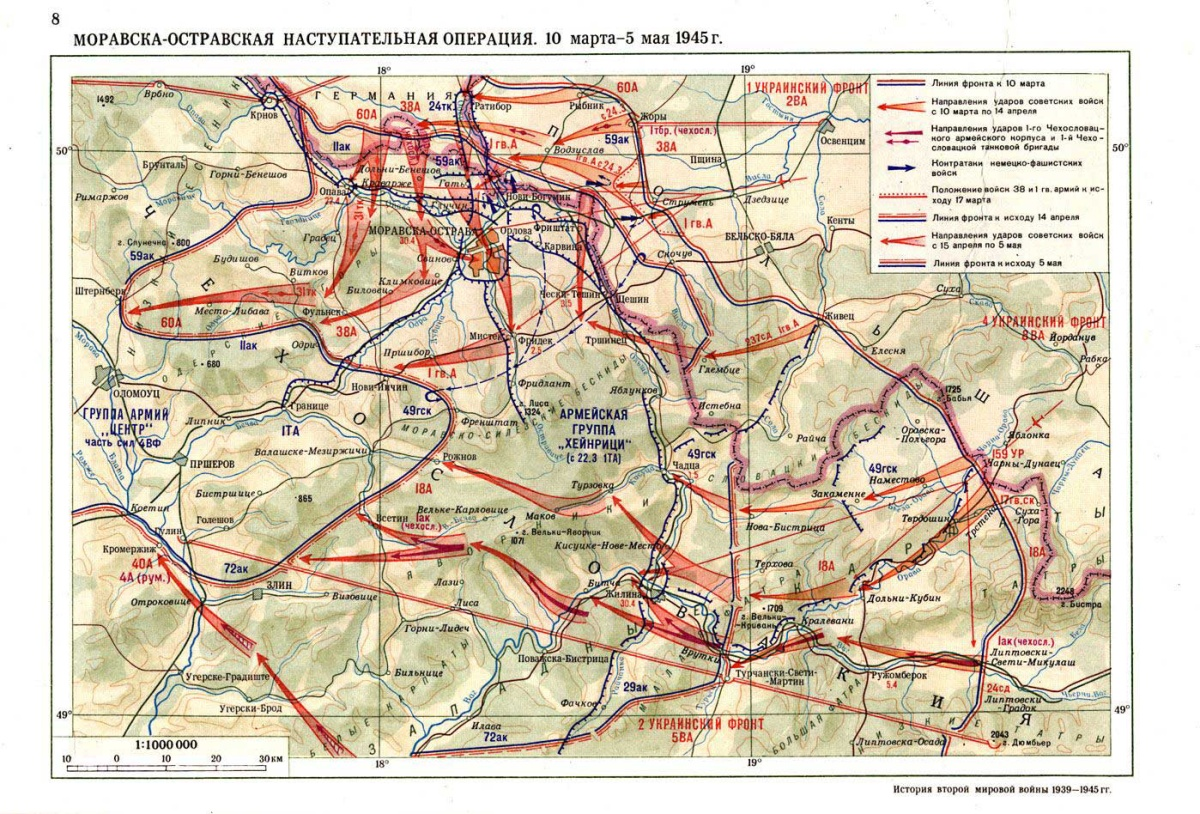
Het Sovjet “Moravisch Ostrava” offensief

Op 20 augustus 1944 barstte het Sovjet Iași–Chișinău Offensief los. Het korps lag ver buiten de eerste aanvalsrichtingen. Twee Sovjet fronten vielen op de flanken van het 6e Leger aan en hadden binnen enkele dagen het leger omsingeld. Het 8e Leger werd zwaar toegetakeld. In de dagen rond 27 augustus was er van een georganiseerde leiding of weerstand geen sprake meer. Op 27 augustus bewoog het korps iets naar het noorden en begon aan het verzamelen van resten van uitgebroken groepen en van achterhoede troepen. Vervolgens moest het korps ook terugtrekken, naar het zuidwesten richting Boekarest. Vandaar volgde een snelle verplaatsing naar het noorden. Op 1 september bevond het korps zich al in  Sfântu Gheorghe in Transsylvanië en was daarmee buiten gevaar. Maar de terugtrekking ging door. Op 17 september bevond het korps zich in Sărmășag. Van 6 tot 29 oktober had het korps een actief aandeel in de Slag om Debrecen. Hier slaagden de Duitsers de Sovjettroepen een bloedige nederlaag toe te brengen, maar het vertraagde hoogstens de uiteindelijke opmars van de Sovjets richting Boedapest. Het korps trok ook terug, naar het noordwesten, en was op 1 november bij Eger. Een maand later, op 1 december bevond het korps zich al aan de westelijke kant van de Donau, tussen Boedapest en het Balatonmeer. Vervolgens kreeg het korps vanaf 16 december het bevel over het front tussen Pest en de Slovaaks-Hongaarse grens. Dit gebied vóór de Ipoly werd door het 2e Oekraïense Front aangevallen. In de volgende twee weken moest het korps door voortdurende druk van het 7e Sovjet Gardeleger, langzaam terrein prijsgeven, eerst tot achter de Ipoly en vervolgens tot achter de Garam. Rond de jaarwisseling kwam het front hier tot rust. Op 27 december kwam het korps tijdelijk onder bevel van het 57e Pantserkorps en vormde zo samen de “Korpsgruppe Kirchner”. Op 30 december gaf het korps zijn frontsector over aan het 57e Pantserkorps en verplaatste zich naar het achterland bij Komárom.

### 1945
Vanaf 7 januari kwam het korps weer in actie, ditmaal tegen de Sovjet opmars vanaf de Garam naar Komárom. Het korps vormde het westelijke front tussen Komárom en  Érsekújvár. Vervolgens hielp het korps mee met de tegenaanvallen, die de Sovjets weer grotendeels terugdreven naar de Garam. Opnieuw vormde het korps tot 19 januari samen met het 57e Pantserkorps de “Korpsgruppe Kirchner”. Op die dag werd het korps naar het 8e Leger getransfereerd. Hier kwam het korps in het front in het gebied Banská Bystrica in Slovakije. Op 26 januari had het korps de beschikking over de 46e Infanteriedivisie, de 101e Jägerdivisie, Kampfgruppe Fischer en delen van de 154e Feld-Ausbildungs-Divisie. Op 24 maart startte het 4e Oekraïense Front zijn deel van het “Moravisch Ostrava” offensief. Het korps bevond zich op 1 april in het district Trenčín in Slovakije. Het korps lag niet in de eerste aanvalsrichtingen, dus kon lange tijd zijn stellingen behouden. Maar eind april moest het korps zijn front langs de Váh opgeven onder druk van het 17e Sovjet Garde Fusilierkorps. Rond 5 mei bevond het korps zich net ten noorden van Zlín. Getracht werd nog de linies van de westelijke geallieerden te bereiken, maar dat mislukte grotendeels.

Het 72e Legerkorps capituleerde op 9 mei 1945 in het gebied rond Olomouc aan de Sovjets.

## Bovenliggende bevelslagen
| Leger                                              | Legergroep              | Plaats/regio            | Begin             | Eind              |
| -------------------------------------------------- | ----------------------- | ----------------------- | ----------------- | ----------------- |
| 3e Roemeense Leger                                 | Heeresgruppe A          | Cherson                 | 13 februari 1944  | 10 maart 1944     |
| 6. Armee                                           | Heeresgruppe A          | Zuidelijke Boeg         | 10 maart 1944     | 21 maart 1944     |
| 3e Roemeense Leger                                 | Heeresgruppe A          | Zuidelijke Boeg, Odessa | 21 maart 1944     | 30 maart 1944     |
| 3e Roemeense Leger                                 | Heeresgruppe Südukraine | Odessa                  | 1 april 1944      | 4 april 1944      |
| 6. Armee                                           | Heeresgruppe Südukraine | Moldavië                | 4 april 1944      | 18 april 1944     |
| 3e Roemeense Leger                                 | Heeresgruppe Südukraine | Moldavië                | 18 april 1944     | 29 april 1944     |
| direct onder bevel                                 | Heeresgruppe Südukraine | Galati                  | 29 april 1944     | 11 juli 1944      |
| 3e Roemeense Leger                                 | Heeresgruppe Südukraine | Galati                  | 11 juli 1944      | 26 augustus 1944  |
| direct onder bevel                                 | Heeresgruppe Südukraine | Galati                  | 26 augustus 1944  | 28 augustus 1944  |
| 6. Armee                                           | Heeresgruppe Südukraine | Transsylvanië           | 28 augustus 1944  | 15 september 1944 |
| direct onder bevel                                 | Heeresgruppe Südukraine | Oost-Hongarije          | 15 september 1944 | 6 oktober 1944    |
| Armeegruppe Fretter-Pico (6. Armee)                | Heeresgruppe Süd        | Hongarije               | 6 oktober 1944    | 7 november 1944   |
| 3e Hongaarse Leger                                 | Heeresgruppe Süd        | Hongarije               | 7 november 1944   | 2 december 1944   |
| Armeegruppe Fretter-Pico (6. Armee)                | Heeresgruppe Süd        | Hongarije, Ipoly, Garam | 2 december 1944   | 27 december 1944  |
| Korpsgruppe Kirchner (LVII. Panzerkorps) /6. Armee | Heeresgruppe Süd        | Hongarije, Garam        | 27 december 1944  | 30 december 1944  |
| 6. Armee                                           | Heeresgruppe Süd        | Hongarije               | 31 december 1944  | 7 januari 1945    |
| Korpsgruppe Kirchner (LVII. Panzerkorps) /6. Armee | Heeresgruppe Süd        | Hongarije               | 7 januari 1945    | 19 januari 1945   |
| 8. Armee                                           | Heeresgruppe Süd        | Hongarije, Slovakije    | 19 januari 1945   | 13 april 1945     |
| 1. Panzerarmee                                     | Heeresgruppe Ostmark    | Moravië                 | 13 april 1945     | 9 mei 1945        |

## Commandanten

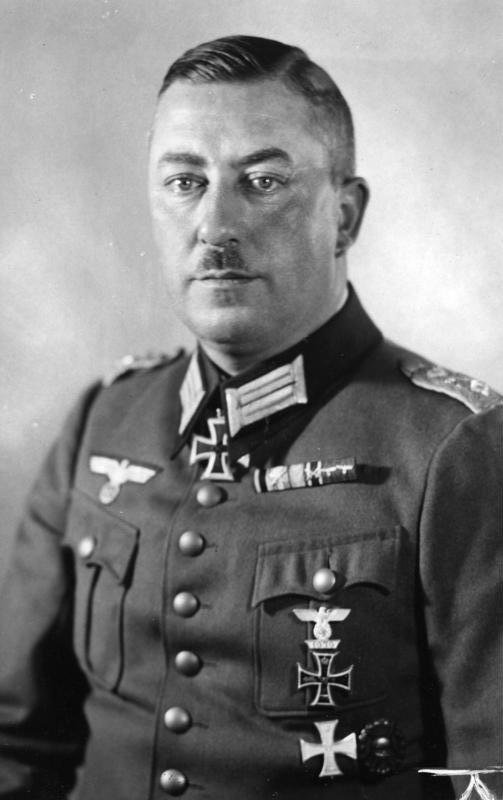
Generalleutnant August Schmidt

| Rang                   | Naam                  | Begin             | Eind            |
| ---------------------- | --------------------- | ----------------- | --------------- |
| General der Infanterie | Sigismund von Förster | 13 februari 1944  | september 1944  |
| Generalmajor           | Georg Zwade           | september 1944    | september 1944  |
| Generalleutnant        | August Schmidt        | 15 september 1944 | 22 januari 1945 |
| General der Infanterie | Anton Grasser         | 22 januari 1945   | 20 april 1945   |
| Generalleutnant        | Werner Schmidt-Hammer | 20 april 1945     | 9 mei 1945      |